# Serrat de la Coromina
El Serrat de la Coromina és una serra situada al municipi d'Oristà a la comarca del Lluçanès, amb una elevació màxima de 594 metres.